# Cold Water
Singles de Major Lazer
Boom
(2016) Believer
(2016)
Singles par Justin Bieber
Company
(2016) Let Me Love You
(2016)
Singles par MØ
Final Song
(2016) Drum
(2016)
Cold Water est une chanson du groupe Major Lazer, avec la participation vocale du chanteur Canadien Justin Bieber et de la chanteuse Danoise MØ, sortie le 22 juillet 2016. Prévu originellement pour servir de premier single à l'album Music is the Weapon, le titre sort finalement sur la compilation Major Lazer Essentials. Il s'agit de la troisième collaboration entre Major Lazer et MØ après Lean On et Lost.
La chanson se classe no 1 au UK Singles Chart et no 2 au Billboard Hot 100. Elle atteint également la première place en Australie, Autriche, Belgique (Wallonie), Canada, Finlande, Irlande, Italie, Norvège, Nouvelle-Zélande, Pays-Bas, Portugal, Suède, et Suisse, ainsi que la deuxième place en Allemagne, Danemark, Espagne, et France.
Le 12 août 2016 sort également un remix avec Gucci Mane

## Liste des pistes
| 1. | Cold Water | 3:05 |

| 1. | Cold Water                | 3:05 |
| 2. | Cold Water (Instrumental) | 3:05 |

| 1. | Cold Water (Lost Frequencies Remix)        | 3:56 |
| 2. | Cold Water (Ocular Remix)                  | 4:31 |
| 3. | Cold Water (Delirious & Alex K Remix)      | 3:19 |
| 4. | Cold Water (Boombox Cartel Remix)          | 3:47 |
| 5. | Cold Water (Afrojack Remix)                | 3:10 |
| 6. | Cold Water (King Henry & Jr Blender Remix) | 3:20 |

## Classements hebdomadaires
| Classement (2016–17)                    | Meilleure Position |
| --------------------------------------- | ------------------ |
| Allemagne (Media Control AG)            | 2                  |
| Australie (ARIA)                        | 1                  |
| Autriche (Ö3 Austria Top 40)            | 1                  |
| Belgique (Flandre Ultratop 50 Singles)  | 4                  |
| Belgique (Wallonie Ultratop 50 Singles) | 1                  |
| Canada (Hot 100)                        | 1                  |
| Danemark (Tracklisten)                  | 2                  |
| Écosse (OCC)                            | 2                  |
| Espagne (PROMUSICAE)                    | 2                  |
| États-Unis (Hot 100)                    | 2                  |
| Finlande (Suomen virallinen lista)      | 1                  |
| France (SNEP)                           | 2                  |
| Irlande (IRMA)                          | 1                  |
| Italie (FIMI)                           | 1                  |
| Norvège (VG-lista)                      | 1                  |
| Nouvelle-Zélande (RMNZ)                 | 1                  |
| Pays-Bas (Nederlandse Top 40)           | 1                  |
| Pays-Bas (Single Top 100)               | 1                  |
| Portugal (AFP)                          | 1                  |
| Royaume-Uni (UK Singles Chart)          | 1                  |
| Suède (Sverigetopplistan)               | 1                  |
| Suisse (Schweizer Hitparade)            | 1                  |